# Graafschap Berg
Het graafschap Berg was een graafschap binnen het Heilige Roomse Rijk. Na 1356 of 1380 werd het graafschap een hertogdom. In de "Chronica comitum de Marka" van Levold von Northof (volledig in 1358), gebaseerd op een mondelinge familieoverlevering, wordt een redelijk betrouwbaar beeld van het huis Berg neergezet.

## Geschiedenis
Het graafschap ontstond in 1101 toen keizer Hendrik IV het grondgebied in feodale leen gaf aan Adolf van Berg, die in ruil daarvoor als graaf moest zorgdragen voor verdediging van het gebied en bescherming van de bevolking. In 1068 had deze Adolf zich "Van Berge" genoemd (een naam die ook werd gevoerd door de heren van Siegburg), vernoemd naar de stamburcht Berge aan de Dühn (Altenberg bij Odenthal). De familie bezat veel goederen tussen Sieg en Lippe. Rond 1080 werden er munten geslagen met de inscriptie: "ADOLPHUS COMES DE MONTE". Omstreeks 1100 werden er goederen verworven uit de erfenis van de graven van Werle.
In 1106 stierf Adolf I. Zijn zoon volgde hem van 1115 tot 1160 op als Adolf II van Berg. Adolf II bouwde een nieuwe burcht aan de rivier de Wupper bij Solingen, Slot Burg. De oude stamburcht "Burg Berge" in Odenthal-Altenberg werd opgegeven en de landerijen eromheen aan de abdij aldaar geschonken. Adolf II kreeg door zijn bezittingen en de daarbij horende absolute bestuursmacht grote invloed in de regio, zo werden zijn broer Bruno en zijn zoon Frederik aartsbisschop van Keulen. Na zijn dood stichtten zijn zoon Engelbert I het huis Berge en Everhard het huis Altena-van der Mark.
De graaf van Berge verwierf in 1176 uit handen van het aartsbisdom Keulen goederen bij Hilden, Haan en het hof en de burcht Elberfeld, voor 400 Mark als pand. De bisschop had geld nodig om keizer Frederik te ondersteunen die in Italië oorlog voerde. In 1189 werden goederen verworven rond Düsseldorf. Toen Adolf III in 1218 overleed werd hij opgevolgd door zijn broer Engelbert II, die ook aartsbisschop van Keulen was. In 1225 stierf de Rijnlandse tak van de dynastie met Engelbert waarschijnlijk uit.
Na de dood van Adolf te berge ging het graafschap in 1225 over op Hendrik IV van Limburg door zijn huwelijk met Irmgard, de dochter van Adolf III. In 1226 volgde hij zijn vader op als hertog van Limburg. Lang duurde deze personele unie tussen Limburg en Berge niet, want de zonen van Hendrik deelden de landen. Adolf IV volgde als graaf van Berge en Walram als hertog van Limburg.
In deze tijd werden er goederen rond Duisburg, Mettmann en Remagen verworven. In 1283 verkocht de graaf van Berge zijn erfaanspraken op Limburg, waar in 1280 de andere tak van de dynastie was uitgestorven.
Na zijn deelname in 1288 aan de slag bij Woeringen tegen het leger van bisschop Siegfried van Westerburg ontving Adolf V van Berg het dorp Düsseldorf in leen, gelegen aan de monding van het riviertje de Düssel in de Rijn, met handel, munt en marktrechten. Het dorp was destijds nog maar ca. 1000 inwoners groot, maar groeide door de gunstige ligging aan de Rijn in de eeuwen die volgden uit tot een belangrijke stad. Tevens werd de parochiekerk St. Lambertus in datzelfde jaar 1288 een kanunnikenkerk. Adolf had geen kinderen en daarom volgde Willem I zijn broer in 1296 op. In 1348 stierf het huis Limburg uit met Adolf VI.
Na het uitsterven van het huis Limburg ging het hertogdom over aan het huis Mark. Margaretha van Gulik was gehuwd met Gerard van Gulik, een jongere broer van hertog Willem II van Gulik, die hierdoor de graafschappen Berg en Ravensberg verwierf. In 1355 werd Hardenberg verworven. Willem II, de zoon van Gerard en Margaretha, volgde hem in 1361 op als graaf. Op 24 mei 1380 werd hij tot hertog verheven.
De burcht Elberfeld met omliggende gebied werd in 1366 in leen gegeven aan ridder Engelbert Zobbe.
1. ↑  Uwe Eckhardt, 400 Jahre Stadrechte Elberfeld. Gearchiveerd op 5 juni 2023.